# Luigi Vari
Luigi Vari (Segni, 2 marzo 1957) è un arcivescovo cattolico italiano, dal 21 aprile 2016 arcivescovo di Gaeta.

## Biografia
Nasce a Segni, allora sede vescovile in provincia di Roma, il 2 marzo 1957.

### Formazione e ministero sacerdotale
Dopo la maturità classica, ottenuta nel 1975, frequenta il Pontificio Collegio Leoniano ad Anagni, dove consegue il baccalaureato in teologia.
Il 13 settembre 1980 è ordinato presbitero dal vescovo Dante Bernini per la diocesi di Segni.
Perfeziona gli studi teologici a Roma, presso il Pontificio Seminario Francese e il Pontificio Istituto Biblico, dove ottiene la licenza in scienze bibliche.
Nel 1983 rientra in diocesi ed è viceparroco della parrocchia di Santa Maria in Trivio, a Velletri. Il 30 settembre 1986 è incardinato nella nuova sede suburbicaria di Velletri-Segni. Nel 1987 è nominato assistente dell'Azione Cattolica diocesana e assistente regionale del settore giovani dell'Azione Cattolica laziale. Dal 1991 alla nomina episcopale è parroco della collegiata di santa Maria Maggiore a Valmontone. Nel 1998 e nel 1999 frequenta, presso la Pontificia università "San Tommaso d'Aquino", i corsi per il dottorato in teologia, ottenuto nel 2010. L'8 febbraio 2003 è nominato cappellano di Sua Santità.

### Ministero episcopale
Il 21 aprile 2016 papa Francesco lo nomina arcivescovo di Gaeta; succede a Fabio Bernardo D'Onorio, dimessosi per raggiunti limiti di età. Il 21 giugno successivo riceve l'ordinazione episcopale, nella collegiata di santa Maria Maggiore a Valmontone, dal vescovo Vincenzo Apicella, coconsacranti l'arcivescovo Fabio Bernardo D'Onorio ed il vescovo Lorenzo Loppa. Il 9 luglio prende possesso dell'arcidiocesi, nella cattedrale di Gaeta.
Dal 5 dicembre 2020 è membro della Congregazione delle cause dei santi.

## Genealogia episcopale
La genealogia episcopale è:
- Cardinale Scipione Rebiba
- Cardinale Giulio Antonio Santori
- Cardinale Girolamo Bernerio, O.P.
- Arcivescovo Galeazzo Sanvitale
- Cardinale Ludovico Ludovisi
- Cardinale Luigi Caetani
- Cardinale Ulderico Carpegna
- Cardinale Paluzzo Paluzzi Altieri degli Albertoni
- Papa Benedetto XIII
- Papa Benedetto XIV
- Papa Clemente XIII
- Cardinale Bernardino Giraud
- Cardinale Alessandro Mattei
- Cardinale Pietro Francesco Galleffi
- Cardinale Giacomo Filippo Fransoni
- Cardinale Carlo Sacconi
- Cardinale Edward Henry Howard
- Cardinale Mariano Rampolla del Tindaro
- Cardinale Gennaro Granito Pignatelli di Belmonte
- Cardinale Pietro Boetto, S.I.
- Cardinale Giuseppe Siri
- Cardinale Giacomo Lercaro
- Vescovo Gilberto Baroni
- Cardinale Camillo Ruini
- Vescovo Vincenzo Apicella
- Arcivescovo Luigi Vari

## Araldica
| Stemma | Descrizione |
| ------ | --- |
|        | Nella tradizione araldica della Chiesa cattolica, lo stemma di un arcivescovo è composto da: - uno scudo, di varie forme araldiche e che deve contenere dei simboli tratti da idee personali, da speciali devozioni o da tradizioni di famiglia, oppure da riferimenti al proprio nome, all'ambiente di vita, o ad altri particolari; - una croce patriarcale, con due bracci traversi all'asta, in oro, posta verticalmente dietro lo scudo; - un galero verde, con cordoni a venti fiocchi, pendenti, dieci per ciascun lato; - un cartiglio inferiore con il motto, di solito nero. Lo stemma è d'argento cappato d'azzurro, alla gemella ondata in punta, sormontata da una stella dello stesso; la cappa destra al fiore di giglio di giardino; la cappa sinistra alla lampada d'oro, accesa di rosso. Le onde azzurre sormontate dalla stella sono simbolo della Madonna, Stella Maris, come invocata nella preghiera da san Bernardo di Chiaravalle; un chiaro riferimento all'arcidiocesi di Gaeta, posta in riva al mare. A sinistra della cappa si trova la lucerna richiamante il motto tratto dal salmo 119. |